# Таушык
Таушык или Таушик (каз. Таушық) — село в Тупкараганском районе Мангистауской области Казахстана. Административный центр и единственный населённый пункт Таушыкского сельского округа. Находится на побережье Каспийского моря, примерно в 88 км к востоку-юго-востоку (ESE) от города Форт-Шевченко, административного центра района, на высоте 70 метров над уровнем моря. Код КАТО — 475239100.

## Население
В 1999 году численность населения села составляла 2116 человек (1083 мужчины и 1033 женщины). По данным переписи 2009 года, в селе проживало 2604 человека (1347 мужчин и 1257 женщин).

## Достопримечательности
В 17,5 км на восток от села находится урочище Торыш, известное также как «Долина шаров», благодаря находящимся на поверхности отложениям конкреций сферической формы диаметром от 10–15 см до 4 метров,  